# Wood Harris
Sherwin David "Wood" Harris (Chicago, 1969. október 17. –) amerikai színész.
Legismertebb alakítása Avon Barksdale a Drót című sorozatban. A Harlemi történet című filmben is szerepelt.

## Fiatalkora
Chicagoban született, Mattie varrónő és John Harris buszsofőr fiaként. A környékbeli barátai a "Wood" becenevet adták neki, mert a "Sherwin"-t egyesek számára túl nehéz volt kiejteni. A Northern Illinois University (NIU) színházművészeti alapdiplomáját és a New York Egyetem művészeti mesterszakát végezte el. Steve Harris színész öccse.

## Pályafutása
Első szerepe az 1994-es Harlemi ziccer című filmben volt. 2000-ben a Hendrix című filmben szerepelt. Még ebben az évben szerepelt az Emlékezz a Titánokra! című filmben. 2002-ben a Harlemi történet című filmben szerepelt. 2002 és 2008 között a Drót című sorozatban szerepelt. 2009-ben a Just Another Day című filmben szerepelt.

## Filmográfia

### Filmek
| Év   | Magyar cím              | Eredeti cím                  | Szerep                    | Magyar hang         |
| ---- | ----------------------- | ---------------------------- | ------------------------- | ------------------- |
| 1994 | Harlemi ziccer          | Above the Rim                | Motaw                     |                     |
| 1997 | Lesz ez még így se!     | As Good as It Gets           | Mindenesfiú a Cafe 24-ben | Bognár Tamás        |
| 1998 | Sztárral szemben        | Celebrity                    | Al Swayze                 |                     |
| 1998 | Szükségállapot          | The Siege                    | Henderson                 |                     |
| 2000 | Férjfogó                | Committed                    | Chicky                    |                     |
| 2000 |                         | The Gold Cup                 | Clayton                   |                     |
| 2000 | Emlékezz a Titánokra!   | Remember the Titans          | Julius Campbell           | Gesztesi Károly     |
| 2000 |                         | Train Ride                   | Will                      |                     |
| 2002 | Harlemi történet        | Paid in Full                 | Ace                       | Vári Attila         |
| 2004 |                         | Joy Road                     | Tony Smalls               |                     |
| 2005 | Mocsok                  | Dirty                        | Brax                      |                     |
| 2006 | A káosz birodalma       | Southland Tales              | Dion Element              | Barabás Kiss Zoltán |
| 2006 |                         | The Heart Specialist         | Dr. Sidney Zachary        |                     |
| 2007 |                         | 4 Life                       | Dayvon                    |                     |
| 2008 |                         | Jazz in the Diamond District | Gabriel Marx              |                     |
| 2009 | Meddig köt az eskü?     | Not Easily Broken            | Darnell Gooden            | Nagy Ervin          |
| 2009 |                         | Dough Boys                   | Julian France             |                     |
| 2009 | Kié a cucc?             | Next Day Air                 | Guch                      | Viczián Ottó        |
| 2009 |                         | Just Another Day             | A-Maze                    |                     |
| 2012 | Papás-babás             | The Babymakers               | Darrell                   |                     |
| 2012 | Dredd                   | Dredd                        | Kay                       | Czvetkó Sándor      |
| 2012 |                         | Benji                        | önmaga                    |                     |
| 2015 | A Hangya                | Ant-Man                      | Gale                      | Sarádi Zsolt        |
| 2015 | Creed: Apollo fia       | Creed                        | Tony "Little Duke" Evers  | Zöld Csaba          |
| 2017 | Volt egyszer egy Venice | Once Upon a Time in Venice   | Prince                    | Bognár Tamás        |
| 2017 |                         | 9/11                         | Michael                   |                     |
| 2017 | Szárnyas fejvadász 2049 | Blade Runner 2049            | Nandez                    | Galambos Péter      |
| 2018 | Creed II.               | Creed II                     | Tony "Little Duke" Evers  | Zöld Csaba          |
| 2018 |                         | Gangland: The Musical        | Reeby                     |                     |
| 2020 |                         | Always and Forever           | Danny                     |                     |
| 2021 | Space Jam: Új kezdet    | Space Jam: A New Legacy      | C edző                    | Horváth Illés       |
| 2021 |                         | Ransun Games                 | Henchman                  |                     |
| 2023 | Creed III.              | Creed III                    | Tony "Little Duke" Evers  | Zöld Csaba          |
| 2023 | A kosárlabda csillagai  | Shooting Stars               | Dru Joyce II              | Debreczeny Csaba    |

### Televíziós szerepek
| Év        | Magyar cím                                         | Eredeti cím                                  | Szerep                        | Megjegyzések                        |
| --------- | -------------------------------------------------- | -------------------------------------------- | ----------------------------- | ----------------------------------- |
| 1996      | New York rendőrei                                  | NYPD Blue                                    | Hector                        | 1 epizód                            |
| 1997      | Oz                                                 | Oz                                           | Gordon Wood                   | 1 epizód                            |
| 1997      |                                                    | Cosby                                        | Tony                          | 1 epizód                            |
| 1998      |                                                    | New York Undercover                          | Shadow                        | 1 epizód                            |
| 1999      |                                                    | Spenser: Small Vices                         | Ellis Alves                   | tévéfilm                            |
| 2000      | Hendrix                                            | Hendrix                                      | Jimi Hendrix                  | tévéfilm magyar hangja Damu Roland  |
| 2002–2008 | Drót                                               | The Wire                                     | Avon Barksdale                | főszereplő magyar hangja Nagy Ervin |
| 2003      | Alkonyzóna                                         | The Twilight Zone                            | Marvin Gardens / Dwayne Grant | 1 epizód                            |
| 2007      | Gyilkos számok                                     | Numb3rs                                      | Murphy 'Pony' Fuñez           | 1 epizód                            |
| 2008      | Doktor House                                       | House                                        | Bowman                        | 1 epizód                            |
| 2010      | Terepen                                            | 'Southland                                   | Trinney Day                   | 3 epizód                            |
| 2010      | Hawaii Five-0                                      | Hawaii Five-0                                | Russell Ellison               | 1 epizód                            |
| 2013      |                                                    | The Watsons Go to Birmingham                 | Daniel Watson                 | tévéfilm                            |
| 2014      | A törvény embere                                   | Justified                                    | Jay                           | 4 epizód                            |
| 2016      |                                                    | The Breaks                                   | Barry Fouray                  | tévéfilm                            |
| 2017      |                                                    | The New Edition Story                        | Brooke Payne                  | minisorozat                         |
| 2017      |                                                    | The Breaks                                   | Barry Fouray                  | főszereplő                          |
| 2018–2020 | Empire                                             | Empire                                       | Damon Cross                   | főszereplő                          |
| 2019      |                                                    | Ryan Hansen Solves Crimes on Television      | Vince Vincetti                | mellékszereplő                      |
| 2021      |                                                    | BMF                                          | Pat                           | 4 epizód                            |
| 2021      |                                                    | The Last O.G.                                | Percy                         | 2 epizód                            |
| 2022      | Győzelmi sorozat: A Lakers dinasztia felemelkedése | Winning Time: The Rise of the Lakers Dynasty | Spencer Haywood               | mellékszereplő                      |